# Vlaamse Cultuurprijs voor Sociaal-Cultureel Volwassenenwerk
De Vlaamse Cultuurprijs voor de Sociaal-Cultureel Volwassenenwerk is een van de cultuurprijzen die door de Vlaamse overheid wordt toegekend. De prijs werd ingesteld in 2003. De winnaar ontvangt een geldprijs van 10.000 euro en een bronzen beeldje van de kunstenaar Philip Aguirre: La Ultima Isla. Sinds 2017 worden de prijzen naar dit beeldje de Ultimas genoemd.

## Laureaten
- 2010: Ethisch Vegetarisch Alternatief
- 2011: FairFin
- 2012: Vormingplus en Citizenne
- 2013: Federatie van Marokkaanse en Mondiale Democratische Organisaties
- 2014: Vluchtelingenwerk Vlaanderen
- 2015: Cinemaximiliaan
- 2016: Toestand vzw
- 2017: Femma